# Metaltella iheringi
Metaltella iheringi là một loài nhện trong họ Amphinectidae. Loài này phân bố ở Brazilië en Argentinië.